# Konstantin Krijevski
Constantin Stanislavovitch Krijevski (en russe : Константин Станиславович Крижевский ; en anglais : Constantin Stanislavovich Krizhevsky), né le 20 février 1926 à Odintsovo et mort le 18 novembre 2000 à Moscou, est un joueur de football international soviétique.

## Carrière

### Débuts
Krijevski commence en 1946 dans les petites divisions soviétiques avant de rejoindre le VVS Moscou en 1948 où il finit 9e lors de sa première saison à Moscou. Le VVS joue dans le ventre mou du championnat mais termine 4e en 1950 mais le club ne s'impose parmi les pointures du championnat, repartant dans le milieu de classement la saison suivante. Le défenseur soviétique fait ses débuts en international le 15 juillet 1952 aux Jeux olympiques d'été de 1952 contre la Bulgarie.

### Premiers titres
En 1953, Constantin s'engage avec le Dynamo Moscou et remporte la saison même la Coupe d'URSS après une victoire 1-0 sur le Krylia Sovetov Samara. La saison suivante, Krijevski remporte le championnat d'URSS et conserve le titre en 1955 avec Moscou. En 1956, le Dynamo se fait prendre le titre par le Spartak Moscou mais récupère son bien en 1957, le club manque de faire le doublé après une seconde place derrière le Spartak avec un point de retard.

### Coupe du monde 1958
Constantin est sélectionné par Gavriil Kachaline pour participer à la Coupe du monde 1958. Il joue tous les matchs de son équipe avec le numéro 3 et doit s'incliner comme son équipe face à la Suède, pays organisateur.

### Fin de carrière
Après cette élimination en quart de finale, Krijevski revient au Dynamo et remporte le championnat pour la quatrième et dernière fois en 1959. Le club prend une troisième place en 1960 avant de s'écrouler en 1961 pour finir au onzième rang.

## Statistiques
| Saison                | Club                      | Championnat           | Championnat | Championnat | Coupe(s) nationale(s) | Coupe(s) nationale(s) | Total | Total |
| Saison                | Club                      | Division              | M.          | B.          | M.                    | B.                    | M.    | B.    |
| 1946                  | Krylia Sovetov Kouïbychev | D1                    | 3           | 0           | -                     | -                     | 3     | 0     |
| 1947                  | Krylia Sovetov Kouïbychev | D1                    | 17          | 0           | -                     | -                     | 17    | 0     |
| Sous-total            | Sous-total                | Sous-total            | 20          | 0           | -                     | -                     | 20    | 0     |
| 1948                  | VVS Moscou                | D1                    | 22          | 0           | 2                     | 0                     | 24    | 0     |
| 1949                  | VVS Moscou                | D1                    | 30          | 0           | -                     | -                     | 30    | 0     |
| 1950                  | VVS Moscou                | D1                    | 29          | 0           | 4                     | 0                     | 33    | 0     |
| 1951                  | VVS Moscou                | D1                    | 27          | 0           | 5                     | 0                     | 32    | 0     |
| 1952                  | VVS Moscou                | D1                    | 5           | 0           | -                     | -                     | 5     | 0     |
| Sous-total            | Sous-total                | Sous-total            | 113         | 0           | 11                    | 0                     | 124   | 0     |
| 1953                  | Dynamo Moscou             | D1                    | 9           | 0           | 4                     | 0                     | 13    | 0     |
| 1954                  | Dynamo Moscou             | D1                    | 24          | 0           | 1                     | 0                     | 25    | 0     |
| 1955                  | Dynamo Moscou             | D1                    | 22          | 0           | 4                     | 0                     | 26    | 0     |
| 1956                  | Dynamo Moscou             | D1                    | 19          | 0           | -                     | -                     | 19    | 0     |
| 1957                  | Dynamo Moscou             | D1                    | 13          | 0           | 1                     | 0                     | 14    | 0     |
| 1958                  | Dynamo Moscou             | D1                    | 16          | 0           | 3                     | 0                     | 19    | 0     |
| 1959                  | Dynamo Moscou             | D1                    | 16          | 0           | 1                     | 0                     | 17    | 0     |
| 1960                  | Dynamo Moscou             | D1                    | 17          | 0           | -                     | -                     | 17    | 0     |
| 1961                  | Dynamo Moscou             | D1                    | 5           | 0           | -                     | -                     | 5     | 0     |
| Sous-total            | Sous-total                | Sous-total            | 141         | 0           | 14                    | 0                     | 155   | 0     |
| Total sur la carrière | Total sur la carrière     | Total sur la carrière | 274         | 0           | 25                    | 0                     | 299   | 0     |

## Palmarès
Dynamo Moscou
- Champion d'Union soviétique en 1954, 1955, 1957 et 1959.
- Vainqueur de la Coupe d'Union soviétique en 1953.
- Finaliste de la Coupe d'Union soviétique en 1955.